# روبلي كوك وليامز
روبلي كوك وليامز (بالإنجليزية: Robley Cook Williams)‏ (مواليد 13 أكتوبر 1908 - 3 جانفي 1995) كان من أوائل علماء الفيزياء الحيوية والفيروسات. شغل منصب أول رئيس لجمعية البيوفيزياء.